# Henrik Udahl
Henrik Udahl (Askim, 1997. január 12. –) norvég labdarúgó, a HamKam csatárja.

## Pályafutása
Henrik Udahl a norvégiai Askim városában született. Az ifjúsági pályafutását a helyi Askim klubjánál kezdte, majd a Vålerengánál nevelkedett tovább. 
2017-ben mutatkozott be a Follo felnőtt csapatában, még ebben az évben átigazolt a Fanához. A 2019-es szezont már a norvég másodosztályú Åsane klubjánál kezdte. A 2020-as szezonban 31 meccs alatt 19 gólt lőtt, így 2020-ban ő lett a divisjon 1. gólkirálya. 2021-ben hároméves szerződést írt alá a norvég első osztályban szereplő Vålerengával. 2023. január 8-án a HamKam-hoz igazolt. 2023. április 10-én, a Sandefjord ellen hazai pályán 2–0-ás győzelemmel zárult bajnokin debütált és egyben megszerezte első két gólját is a klub színeiben.

## Statisztikák
2023. április 23. szerint
| Klub      | Szezon   | Osztály     | Bajnokság | Bajnokság | Kupa  | Kupa | Nemzetközi | Nemzetközi | Összesen | Összesen |
| Klub      | Szezon   | Osztály     | Meccs     | Gól       | Meccs | Gól  | Meccs      | Gól        | Meccs    | Gól      |
| --------- | -------- | ----------- | --------- | --------- | ----- | ---- | ---------- | ---------- | -------- | -------- |
| Åsane     | 2019     | divisjon 2. | 17        | 5         | 2     | 0    | —          | —          | 19       | 5        |
| Åsane     | 2020     | divisjon 1. | 31        | 19        | —     | —    | —          | —          | 31       | 19       |
| Åsane     | Összesen | Összesen    | 48        | 24        | 2     | 0    | 0          | 0          | 50       | 24       |
| Vålerenga | 2021     | Eliteserien | 25        | 6         | 2     | 1    | 2          | 0          | 28       | 7        |
| Vålerenga | 2022     | Eliteserien | 23        | 4         | 2     | 2    | 0          | 0          | 25       | 6        |
| Vålerenga | Összesen | Összesen    | 48        | 10        | 4     | 3    | 2          | 0          | 54       | 13       |
| HamKam    | 2023     | Eliteserien | 3         | 3         | 0     | 0    | —          | —          | 3        | 3        |
| Összesen  | Összesen | Összesen    | 99        | 37        | 6     | 3    | 2          | 0          | 107      | 40       |

## Sikerei, díjai
Åsane
- A norvég másodosztály gólkirálya: 2020 (19 góllal)